# فرمان منع دزدی دریایی
فرمان منع دزدی دریایی (به ژاپنی: 海賊停止令, かいぞくていしれい、かいぞくちょうじれい) قانونی سه ماده‌ای بود که در سال ۱۵۸۸ به نام تویوتومی هیده‌یوشی، در دوره آزوچی–مومویاما صادر شد. بر طبق این فرمان سه گزینه در پیش روی دزدان دریایی گذاشته شد:
1. تبدیل شدن دایمیو در رژیم تویوتومی
2. تبدیل شدن به ملازم دایمیو‌های تعیین شده
3. خلع سلاح و تبدیل شدن به کشاورز